# Antonio Garella
Antonio Garella (Ferrara, 2 marzo 1863 – Firenze, 18 dicembre 1919) è stato uno scultore italiano.

## Biografia e opere
Nasce a Borgo San Luca (Ferrara) il 2 marzo 1863 da Giovanni e Teresa Cairola. Dal matrimonio nascono quattro figli: Margherita, Antonio, Antonio Giuseppe ed Ernesta. A Bologna, Antonio si dedicò dapprima agli studi tecnici, quindi si iscrisse alla locale Accademia e studiò col professor Tencolini.

Tra il 1882 e il 1886 frequenta l'Accademia di Belle Arti di Firenze ed è allievo di Augusto Rivalta, concorrendo in quegli anni al Premio governativo, col modellare un magnifico bassorilievo rappresentante Garibaldi ferito all'Aspromonte.
Nel 1889 tenta il concorso per il monumento a Ugo Foscolo, da erigersi nella chiesa fiorentina di Santa Croce, segnalandosi insieme a Fazzi, Lazzerini e Cassioli.

Il 21 luglio 1895 lo scultore inaugura il suo primo monumento a Giuseppe Garibaldi a Peretola (Firenze) e l'anno successivo realizza la statua dedicata a Francesco di Marco Datini a Prato e di Bettino Ricasoli.

Nel 1901 lavora insieme al suo maestro Augusto Rivalta al monumento di Domenico Rossetti De Scander a Trieste. Qualche anno dopo verrà inaugurata un'altra importante opera dello scultore, il monumento equestre a Giuseppe Garibaldi di Pistoia (1904).
Nel 1910 esegue le statue allegoriche de L'architettura e La musica per il Vittoriano.
Infine e non in ultimo, saranno il progetto e la realizzazione della statua equestre per il Garibaldi alla Spezia, terminato nell'ottobre 1911, che dopo alterne vicende, verrà inaugurato il primo giugno 1913, alla presenza di reduci garibaldini, delle principali autorità e di associazioni patriottiche di mutuo soccorso.
Oltre alle sculture dedicate all'Eroe dei Due Mondi, Garella si distinse in numerose creazioni, tra cui si ricordano i diversi monumenti funerari nel Cimitero delle Porte Sante di Firenze e ancora numerosissimi busti di intellettuali, senatori, avvocati, come quelli a Giovanni Rosadi e Isidoro del Lungo ed il busto in bronzo del generale Maza (1911) da spedire in Colombia.
Molto importante sarà anche la sua opera scultorea all'estero. Nel 1914 collabora infatti con l'architetto Guillermo de Heredia per un monumento all'Indipendenza messicana. 

Infine realizza una serie di opere per conto di padre Berthiè: una statua monumentale di Cristo benedicente (posta di fronte alla cattedrale di Norimberga), una statua raffigurante una Madonna col bambino e altre dei Santi Domenico, Antonio e San Vincenzo de Paoli; oltre ad una statua colossale di Cristo per la città di Friburgo.

Tra le altre sue opere ricordiamo: il Monumento al generale Orazio Dogliotti ad Asti, la Saffo, busto polimaterico raffigurante la poetessa greca, conservato presso la Fondazione Sgarbi a Ro Ferrarese e il ritratto del pittore rinascimentale Filippino Lippi presso il Museo civico di Prato.
Nel pieno della sua attività artistica, il 18 dicembre del 1919 lo scultore muore a Firenze a seguito di un tragico incidente.

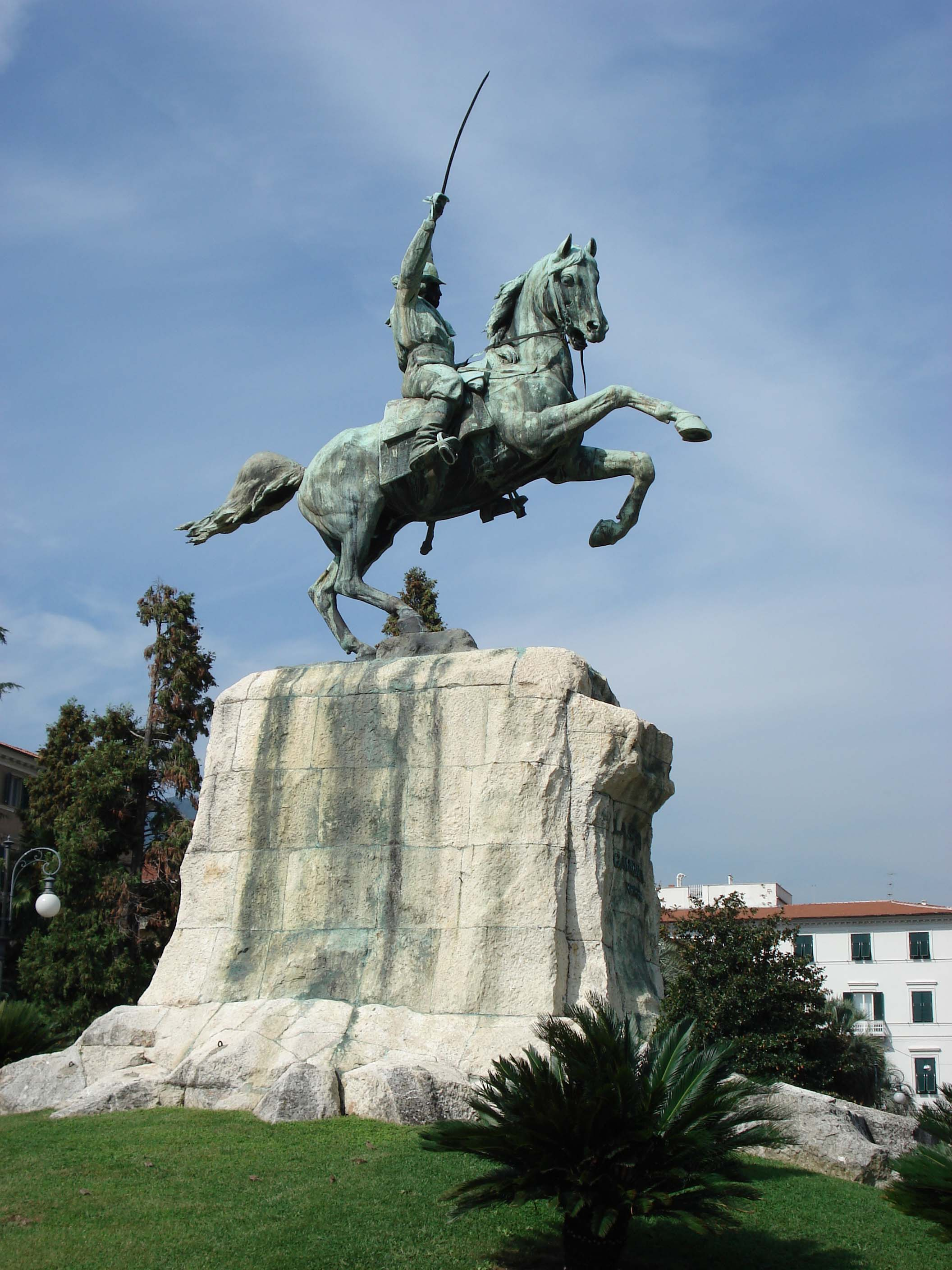
Monumento a Garibaldi
(1911), La Spezia